# Fontanile Brancaleone
Fontanile Brancaleone este o arie protejată (arie specială de conservare — SAC, sit de importanță comunitară — SCI) din Italia întinsă pe o suprafață de 12 ha, integral pe uscat.

## Localizare
Centrul sitului Fontanile Brancaleone este situat la coordonatele 45°31′17″N 9°39′57″E / 45.521389°N 9.665833°E.

## Înființare
Situl Fontanile Brancaleone a fost declarat sit de importanță comunitară în iunie 1995 pentru a proteja 7 specii de animale. Situl a fost protejat și ca arie specială de conservare în iulie 2016.

## Biodiversitate
Situată în ecoregiunea continentală, aria protejată conține 1 habitat natural: Păduri aluvionare cu Alnus glutinosa și Fraxinus excelsior (Alno-Padion, Alnion incanae, Salicion albae).
La baza desemnării sitului se află mai multe specii protejate:
- păsări (4): pescăruș albastru (Alcedo atthis), stârc cenușiu (Ardea cinerea), șorecarul comun (Buteo buteo), strigă (Tyto alba)
- amfibieni (1): Rana latastei
- nevertebrate (1): rădașcă (Lucanus cervus)
- pești (1): zglăvoacă (Cottus gobio)

Pe lângă speciile protejate, pe teritoriul sitului au mai fost identificate 2 specii de plante, 1 specie de amfibieni, 1 specie de reptile.